# 惑星の定義

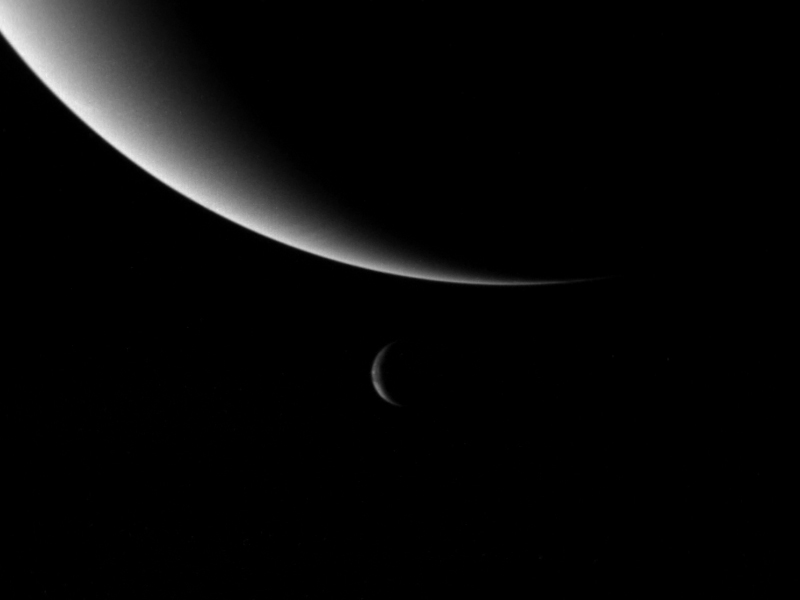
太陽系外縁に辿り着いたボイジャー2号によって撮影された海王星とその衛星トリトン

惑星の定義（わくせいのていぎ）は、古代世界において「惑う星」と記述され始めて以来、ずっと曖昧さをはらんでいる。その長い歴史の中で、この用語は多くの異なる概念を、しばしば同時に意味してきた。1000年以上に渡り、この言葉の使用は厳密ではなく、太陽や月から小惑星や衛星までを含んだり含まなかったりと、変遷してきた。宇宙に対する知識が深まってくるにつれ、「惑星」という単語の意味も昔の概念を捨てて今の概念を受け入れて成長し、変わっていったが、1つの定まった定義には現在でも至っていない。
19世紀末までに、「惑星」という単語は、未定義のまま一応落ち着いた。この言葉は太陽系の天体だけに適用された。しかし1992年以降、天文学者は他の恒星の周囲を公転している惑星の他、海王星の軌道の外側に多くの天体を発見し始めた。これらの発見は、潜在的な惑星の数を大きく増やしただけではなく、その種類や特性も拡大した。恒星に近いほど大きいものもあり、月より小さいものもあった。これらの発見は、惑星は何であるべきかという長年理解されてきた概念に変更を迫った。
惑星という言葉に明確な定義を与えようという問題は、2005年に当時最も小さい惑星だった冥王星よりも大きな太陽系外縁天体であるエリスが発見された頃から始まった。2006年の返答で、国際天文学連合はこの問題についての決議を公表した。太陽系だけに適用されるこの定義では、惑星は太陽の周囲を公転し、その重力によって球形が維持できるほど大きく、その軌道近くから他の天体を排除していること、とされている。この新しい定義の下では、冥王星は他の太陽系外縁天体とともに惑星の基準を満たさない。国際天文学連合の決定は全ての論争を解決する訳ではなかったが、科学者の多くはその定義を受け入れた。しかし、いくつかの天文学者のコミュニティはそれを完全に拒絶した。

## 歴史

### 古代の惑星

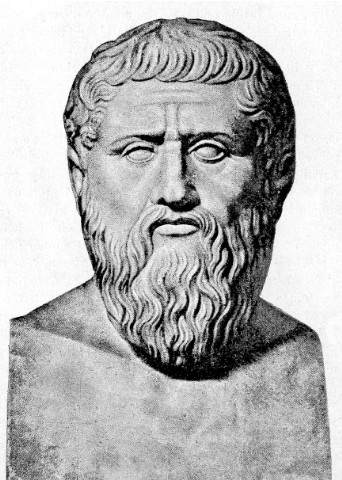
哲学者プラトン

惑星に関する知識は有史以前から存在し、多くの文明に共通なものであったが、planetという単語の語源は古代ギリシアに遡る。ギリシア人は、地球は宇宙の中心で静止していて、空にある天体や空自身が地球の周りを動いているという天動説を信じていた。ギリシアの天文学者は、1年間かけて天球を移動する星のような光に対して、「惑う星」という意味のasteres planetaiという言葉を与えた。一方、他に対してほとんど動かない「固定された星」のことをasteres aplanisと呼んだ。今日、惑星と呼ばれるもののうち、肉眼で見ることのできる5つ、水星、金星、火星、木星、土星はギリシアの時代から知られていた。
ギリシア・ローマ時代の宇宙観では、共通して太陽と月も惑星と数えられ、7つの惑星（＝七曜）が考えられていた。しかしそこには曖昧さがあり、古代の多くの天文学者は5つの惑星を太陽と月から区別していた。

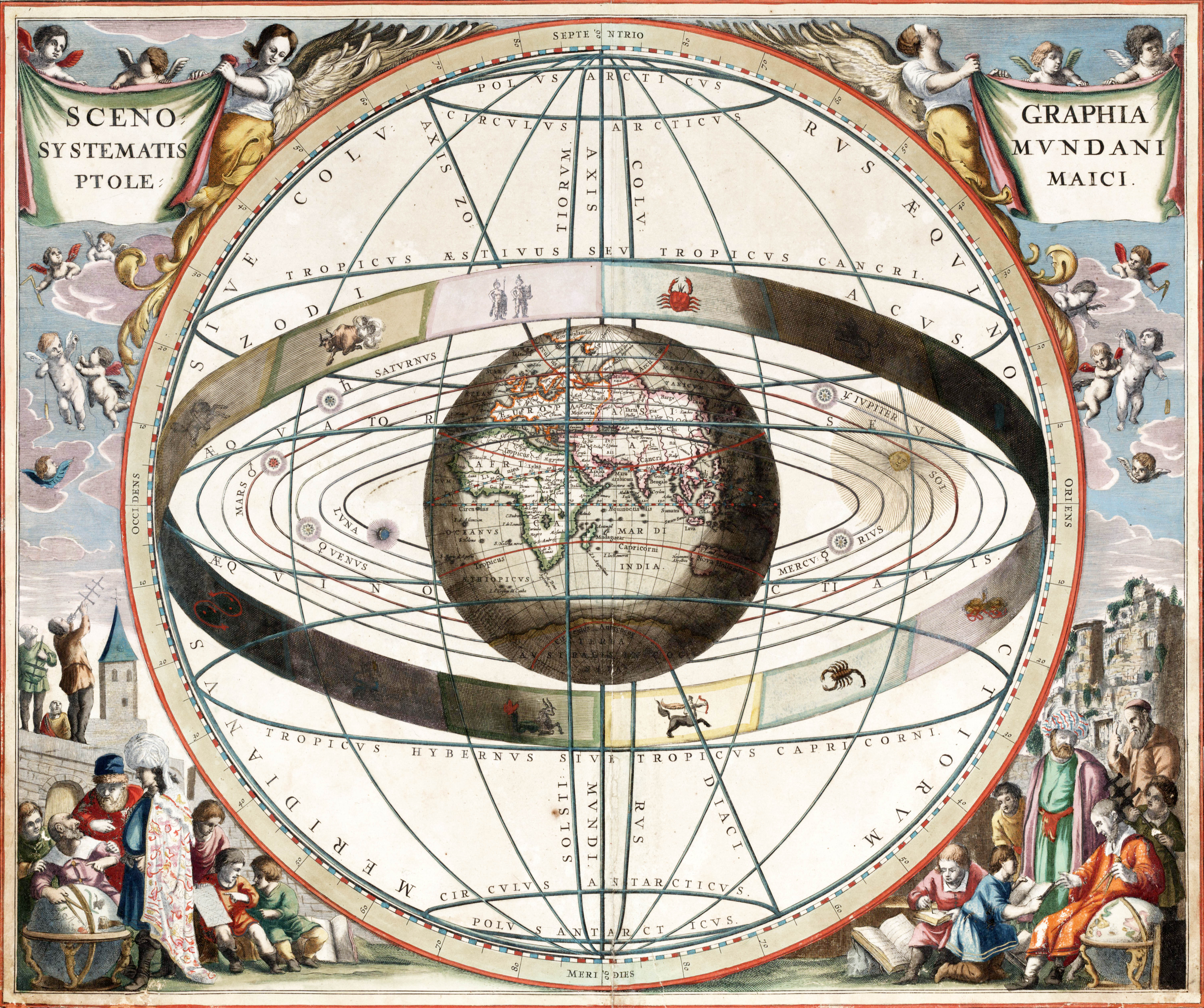
地動説の前に信じられていた惑星のモデル

プラトンは、紀元前360年頃に書かれた『ティマイオス』の中で、「太陽と月と他の5つの星、これを惑星と呼ぶ」と書いている。彼の弟子のアリストテレスは、その著書『天界について』の中で、「太陽と月の動きは、惑星のものよりも小さい」と同様の趣旨のことを述べている。エウドクソスが紀元前350年頃に書いたPhaenomenaの中で、詩人のアラトスは「5つの惑星は12個の様々な星座と交錯し、運行する」と書いている。
クラウディオス・プトレマイオスは、2世紀に書かれた『アルマゲスト』の中で、「太陽、月と5つの惑星」と記述している。ガイウス・ユリウス・ヒュギーヌスは、「5つの星のことを惑う星、ギリシア語でPlanetaと呼ぶ」と明確に述べている。アウグストゥスの時代の作家でAstronomicaを書いたマルクス・マニリウスは、「ドデカテモリーは5つの部分に分かれた」と述べている。
7つの惑星としての統一的な見解は、紀元前53年頃に書かれたマルクス・トゥッリウス・キケロの『スキピオの夢』の中で、スキピオ・アフリカヌスの魂が「そのうち7つの球体が惑星を含み、1つの惑星はそれぞれの球体である。その全てが天の動きと逆向きに動く」という記述に表れる。77年に書かれた『博物誌』の中で、ガイウス・プリニウス・セクンドゥスは、「その動きから、我々は7つの星を惑星と呼ぶ。他の星でこれほど彷徨うものはない」と述べている。5世紀のギリシアの詩人ノンノスは、叙事詩『ディオニューソス譚』の中で、「7つのタブレットに歴史の神託があり、そのタブレットには7つの惑星の名前が付けられている」と記述している。

### 中世の惑星

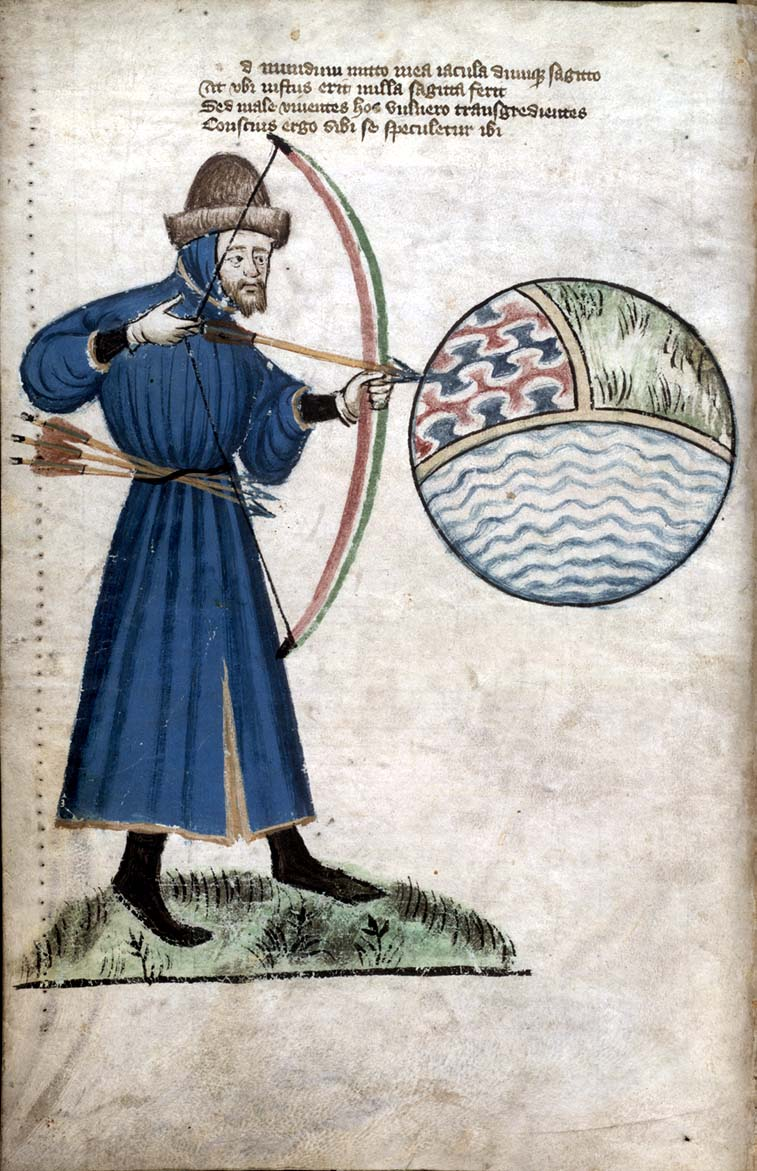
ジョン・ガワー

中世、またルネサンス期の作家は、一般に7つの惑星という考え方を受け入れていた。標準的な中世の天文学の解説書であるヨハネス・ド・サクロボスコの『天球論』では、惑星の中に太陽と月を含めている。Theorica planetarumは、「7つの惑星の理論」を代表するもので、『アルフォンソ天文表』では、表を用いて太陽、月、残りの惑星の平均運動をどのように見つけるかが解説されている。14世紀の詩人ジョン・ガワーは、『恋する男の告解』の中で、惑星と錬金術の成果との繋がりについて、太陽や月も含めて述べている。天動説を否定したニコラウス・コペルニクスでさえ、太陽と月が惑星かどうかについて相反する認識を持っていた。著書『天球の回転について』の中で、コペルニクスは「太陽、月、惑星、恒星」を明確に区別しているが、ローマ教皇パウルス3世への献呈においては、「太陽と月･･･そして5つの他の惑星の動きについて」と書いている。

### 地球

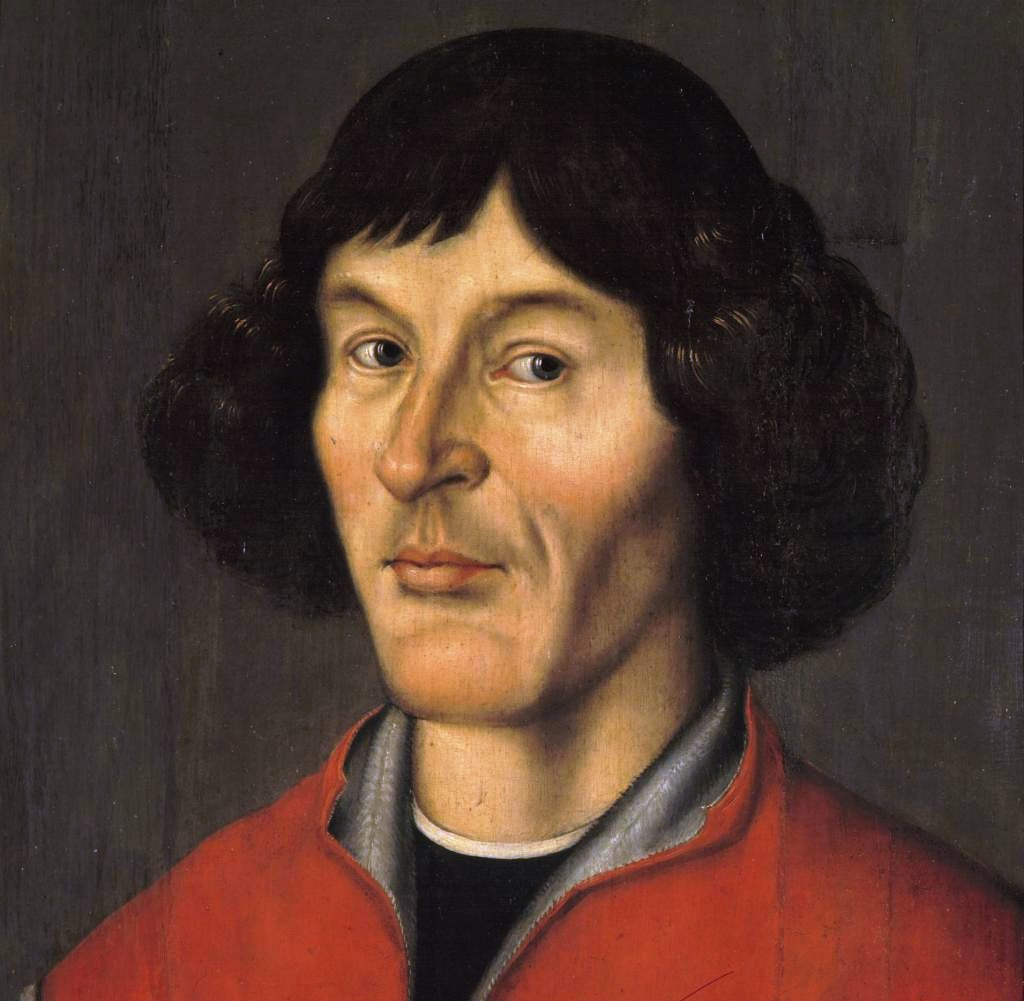
コペルニクス

結局のところ、コペルニクスの地動説モデルは天動説に取って代わり、地球は惑星の1つとして分類され、太陽と月は再分類されて、惑星に対する認識は変革を余儀なくされた。科学史家のトーマス・クーンは、『科学革命の構造』の中でこの科学革命について述べている。
コペルニクスは『天球の回転について』の中で、遠回しに地球は単なる惑星に過ぎないと述べている。ガリレオ・ガリレイも『天文対話』の中で、「地球は、月やその他の惑星に劣らず、円運動をする天体の1つに数えられるものである」と同様の趣旨のことを間接的に述べている。

### 近代の惑星

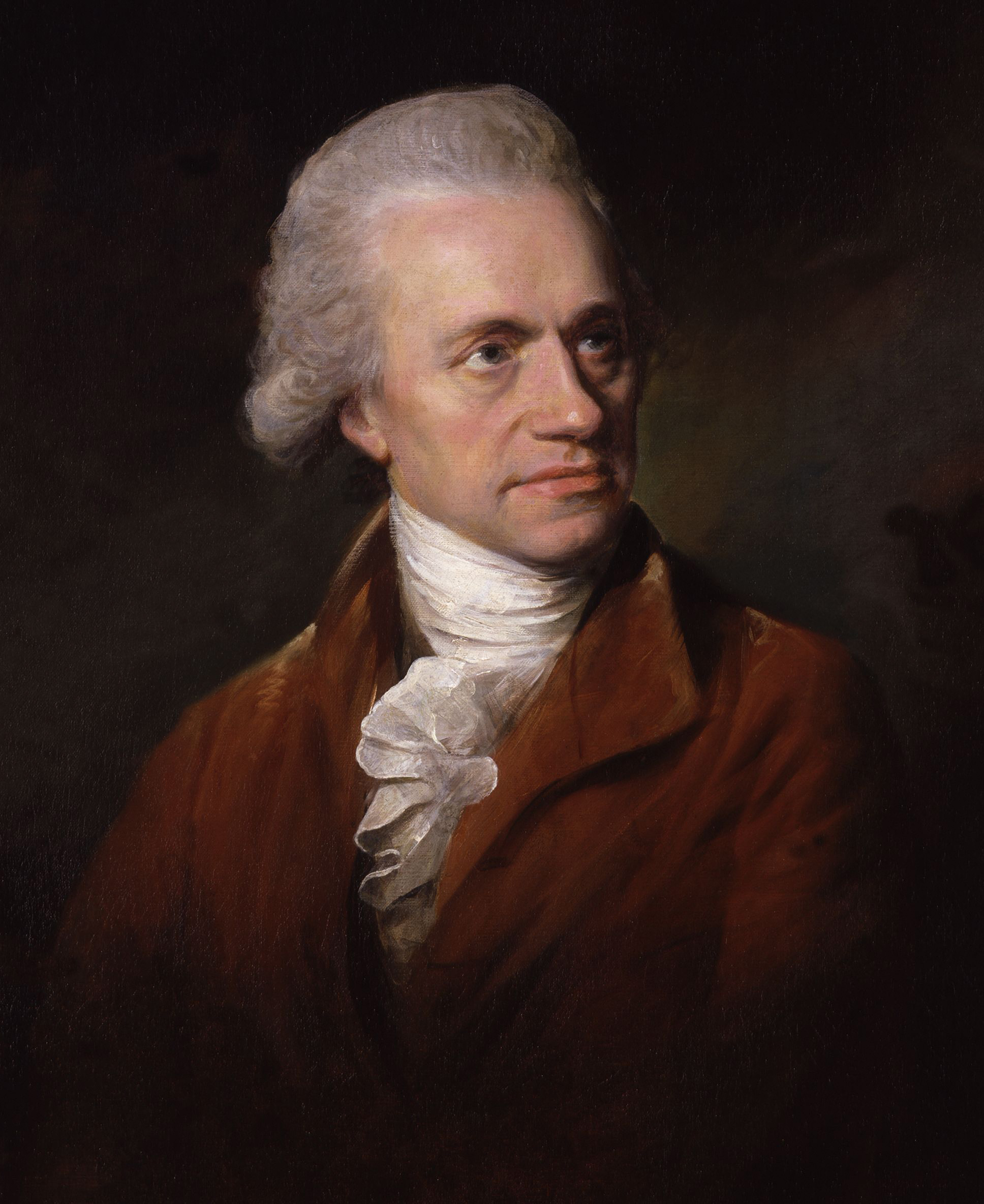
天王星の発見者ウィリアム・ハーシェル

1781年、天文学者ウィリアム・ハーシェルはおうし座の方角に彼が「彗星」と名付けた天体を観測している時、空に見つけにくい視差を発見した。高拡大率で見ても単なる光の点である恒星とは異なり、拡大率に応じてこの天体の大きさは拡大した。古代以来、地球以外の5つの惑星が宇宙であるという人類の共通認識があったため、ハーシェルはこの奇妙な天体が惑星であるという単純な考えには至らなかった。小惑星はまだ発見されておらず、彗星は望遠鏡で見える唯一の動く天体だった。しかし、彗星とも異なり、この天体の軌道はほぼ円で、黄道面上にあった。ハーシェルが彼の「彗星」の発見について公表する前、同僚のイギリス人で王室天文官のネヴィル・マスケリンは、「私はそれを何と呼ぶか知らないが、太陽の周りを非常に扁平な軌道で公転する彗星よりもほぼ円の軌道で公転する通常の惑星の方により近いと考える。また、彗星に見られるはずのコマや尾もまだ観測されていない」と手紙を送った。さらにその「彗星」は、単なる彗星なら自重で崩壊してしまうほどの遠くにあった。最終的に、この天体は7つめの惑星であると認識され、サターン（土星）の父の名前にちなんでウラヌス（天王星）の名前が付けられた。
天王星の軌道の不規則性に与える重力の影響により、1846年に海王星が発見され、また海王星の軌道の不規則性により、1930年に最終的に冥王星が発見された。当初は地球程度の質量であると見積もられていたが、観測の進展によりその大きさはどんどん小さくなって、当初の5%程度の大きさと、海王星の軌道に全く影響を及ぼさない程度になってしまった。1989年のボイジャー2号の観測により、この軌道の乱れは海王星の質量を過大に推定したことによるということが明らかとなった。

### 衛星

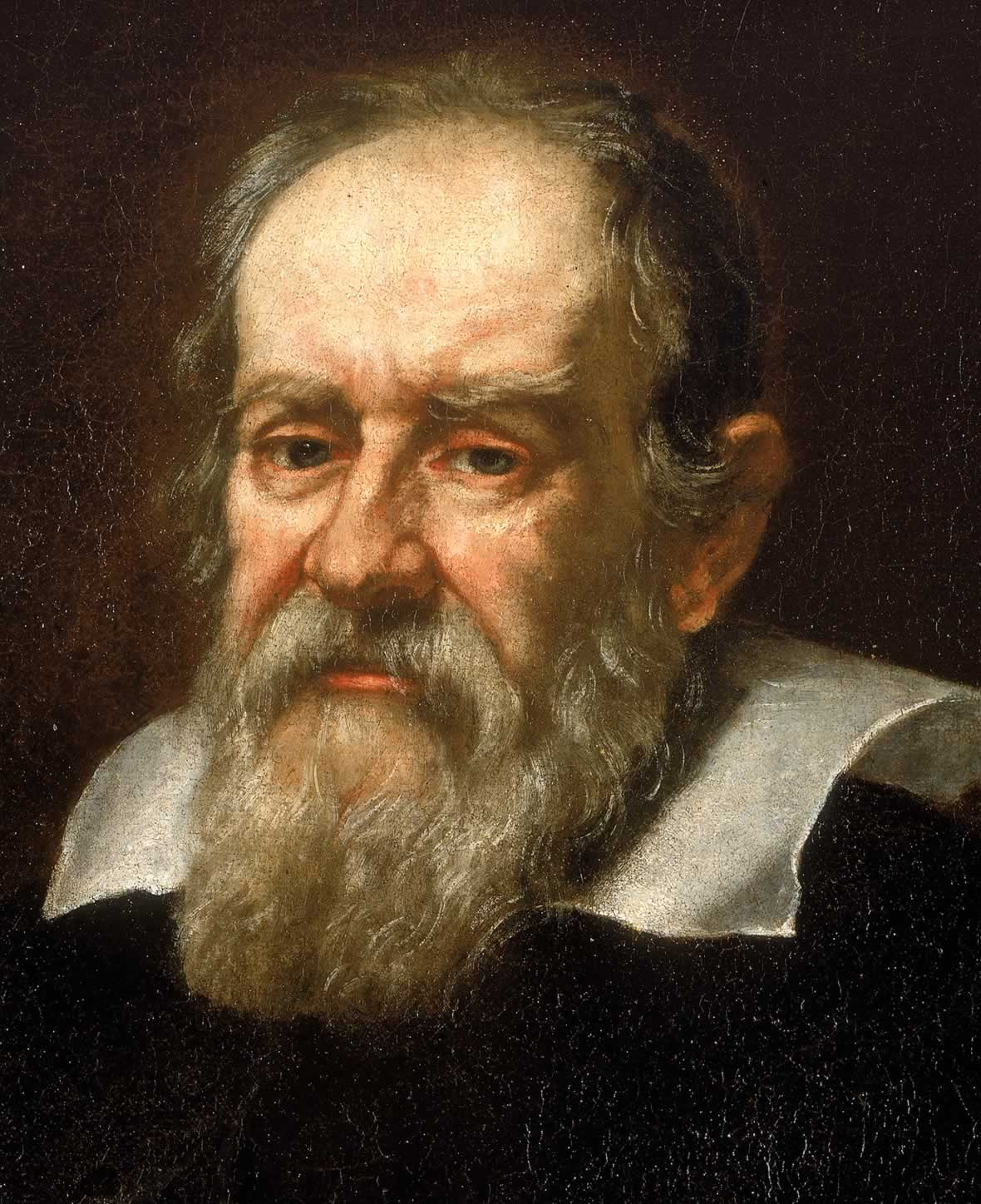
ガリレオ・ガリレイ

コペルニクスが地球を惑星と定めると、同時に彼は月を地球の周りを回る衛星であるとした。ガリレオ・ガリレイが1610年に木星の4つの衛星を発見すると、他の惑星も地球と同様に衛星を持ちうるというコペルニクスの説は説得力を増すこととなったが、これらの天体が「惑星」であるかということについては論争が続いていた。ガリレオはこれらについて、「異なる軌道半径と軌道周期をもって木星の周りを公転している4つの惑星」と記述している。同様に、クリスティアーン・ホイヘンスは1655年に土星最大の衛星タイタンを発見し、それに対して"planeta"（惑星）、"stella"（恒星）、"Luna"（月） 、"satellite"（衛星）等、様々な用語を用いた。1671年と1672年にイアペトゥス、レアを発見したジョヴァンニ・カッシーニは、それらをNouvelles Planetes autour de Saturne（土星を公転する新しい惑星）と呼んだ。しかし、Journal de Scavans誌が1686年にカッシーニによる2つの土星の衛星の発見を掲載すると、これらは厳密に「衛星」として扱われた。またウィリアム・ハーシェルが1787年に天王星の2つの衛星を発見すると、彼はそれを"satellites"（衛星）、"secondary planets"（二次惑星）と呼んだ。その後に出版された新しい衛星の発見に関する論文や出版物ではほぼ全てで"satellite"（衛星）という単語が使用されているが、1868年に発行された"Smith's Illustrated Astronomy" では、衛星のことを "secondary planets"（二次惑星）と呼んでいる。

### 小惑星
| 年   | 惑星の数                   | 出来事                                 |
| ---- | -------------------------- | -------------------------------------- |
|      | ******* 7                  | 七曜                                   |
| 1543 | ****** 6                   | 太陽・月を除外、地球が加わる           |
| 1782 | ******* 7                  | 天王星発見                             |
| 1801 | ******** 8                 | ケレス発見                             |
| 1802 | ********* 9                | パラス発見                             |
| 1804 | ********** 10              | ジュノー発見                           |
| 1807 | *********** 11             | ベスタ発見                             |
| 1845 | ************ 12            | アストラエア発見                       |
| 1846 | ************* 13           | 海王星発見                             |
| 1847 | **************** 16        | ヘーベ・イリス・フローラ発見           |
| 1848 | ***************** 17       | メティス発見                           |
| 1849 | ****************** 18      | ヒギエア発見                           |
| 1850 | ********************* 21   | パルテノーペ・ビクトリア・エゲリア発見 |
| 1851 | *********************** 23 | イレーネ・エウノミア発見               |
| 1852 | ******** 8                 | 小惑星の除外                           |
| 1930 | ********* 9                | 冥王星発見                             |
| 2006 | ******** 8                 | 冥王星の除外                           |

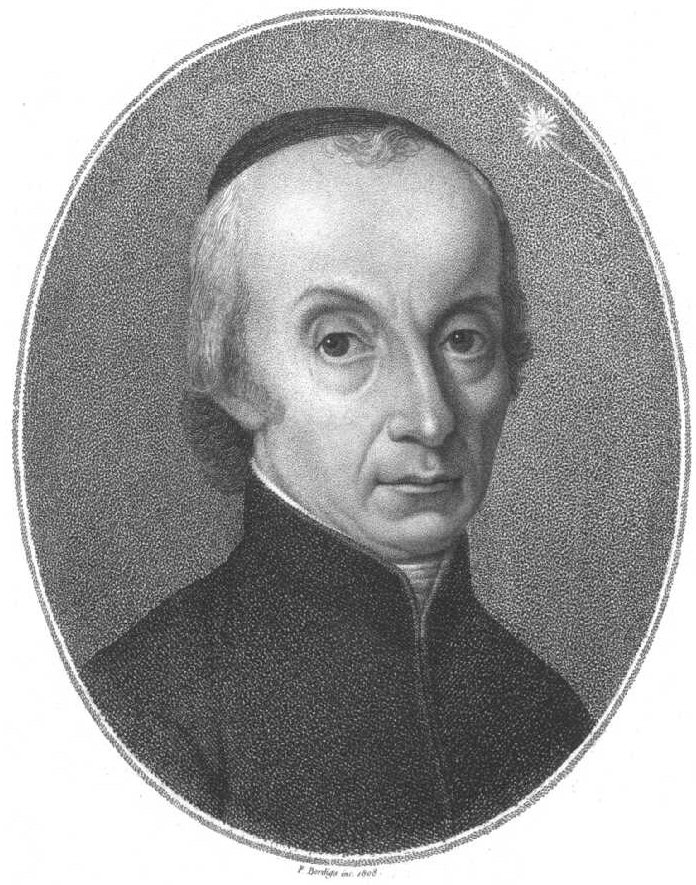
ケレスの発見者ジュゼッペ・ピアッツィ

ハーシェルによる天王星の発見の予期せぬ結果の1つが、ティティウス・ボーデの法則が実証されたことだった。天文学者達はこの「法則」を偶然の一致で意味のないものだと考えていたが、天王星はこの法則が予測した距離と非常に近い位置に発見された。ティティウス・ボーデの法則はまた、当時何も観測されていなかった火星と木星の間の軌道にも天体が存在すると予測しており、天文学者達はこの法則を再び実証するためにその領域の観測を続けた。1801年、ジュゼッペ・ピアッツィがまさにその場所にケレスを発見した。この天体は、新しい惑星として認められた。
1802年、ヴィルヘルム・オルバースが、おおよそ太陽とケレスの間の距離と同じ軌道を公転している2つ目の「惑星」であるパラスを発見した。2つの惑星が同じ軌道を共有するということは、それまで長年信じられてきた常識を覆すものであった（ウィリアム・シェークスピアも、嘲りの言葉として「1つの天球上で2つの星が同じ動きをすることはできない」という表現を用いている）。さらに1804年、同じような軌道にジュノーが発見され、1807年にはオルバースが同じ軌道の4つ目の天体ベスタを発見した。
ハーシェルは、パラス発見直後の1802年には新たなカテゴリの必要性を指摘し、のちにはこれらを「小惑星」という新しい分類に含めることを提案したが、多くの天文学者はこれらを惑星と呼び続けることを好んだ。この考え方は、ほとんどの小惑星は星表に未掲載の恒星と区別することが難しいため、1845年までに発見された小惑星が4つだけであった事実により定着した。ハーシェルの死後の1828年の科学の教科書では、まだ小惑星を惑星として数えていた。星表が充実してきたことによって小惑星の探索が再開され、1845年と1847年に5番目と6番目の小惑星がカール・ヘンケによって発見された。1851年までに小惑星の数は15個までに増え、天体の名前の前に発見された順番に番号を付けるという新しい分類方法が受け入れられ、ケレスは"(1) Ceres"、パラスは"(2) Pallas"等のように表されるようになった。
そして、1850年代には（1つの目安として1852年ともされる）これらの天体を別の分類体系に含めるということが主流になった。1860年代までに、発見された小惑星の数は100を越え、ヨーロッパやアメリカの観測所ではこれらをまとめて"minor planets"や"small planets"と呼ぶようになった。この頃は、"minor planet"という用語は太陽の周りを公転する小さな天体全てを表す公式な名称となっていて、新しく発見された天体には、国際天文学連合の小惑星カタログに従った番号が付けられた。

### 冥王星

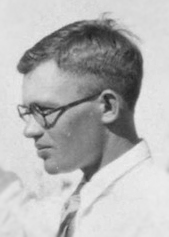
冥王星の発見者、クライド・トンボー

ケレスの発見に始まる惑星の定義の見直しの長い道のりは、冥王星の発見後も続いた。冥王星は1930年にクライド・トンボーが発見し、その直後に命名された。天王星と海王星は、その円形の軌道、大きな質量、黄道面の近接等の観測結果に基づき、惑星であると宣言された。しかし冥王星には、これらの性質は全て備わっていなかった。冥王星は小さな氷の天体であり、黄道面は大きく傾いており、軌道は海王星の内側に来る期間があるほど離心率が大きい。1978年には冥王星の最大の衛星であるカロンが発見され、冥王星の正確な質量を測定することが可能になった。その結果、冥王星は、多くの人が予想していたよりもはるかに小さく、地球の月の6分の1の質量しかなかったことが明らかになった。しかしこの頃は、これらは冥王星の独特な性質だと考えられただけだった。1992年始め、天文学者達は海王星の軌道の外側に、組成や大きさ、軌道の特徴の面で冥王星と性質が似ている沢山の氷の天体を発見し始めた。彼らは、長い間予測されたまま発見されていなかったエッジワース・カイパーベルトをついに発見したと結論付けた。これは氷の塵でできた帯状の領域で、軌道周期200年以下の短周期彗星の起源となる領域であった。
冥王星の軌道はこの帯の中に位置していたため、その惑星としての地位には疑問が投げかけられた。多くの科学者が、ちょうど1世紀前にケレスがそうであったように、冥王星は小惑星として再分類されるべきだと結論付けた。カリフォルニア工科大学のマイケル・ブラウンは、「惑星」という言葉は「太陽系において同じ軌道を持つ他の天体全ての質量の合計より大きい天体」と定義され直すべきだと主張した。この質量より小さい天体は小惑星と分類される。1999年、ハーバード大学小惑星センターのブライアン・マースデンは、冥王星は惑星としての正式な地位を保ち続けると同時に、小惑星番号10000が与えられるべきであると主張した。冥王星が「降格」するのではないかという憶測は大衆の混乱を招き、国際天文学連合は、現時点で冥王星を惑星のリストから外すという提案はないと明言した。

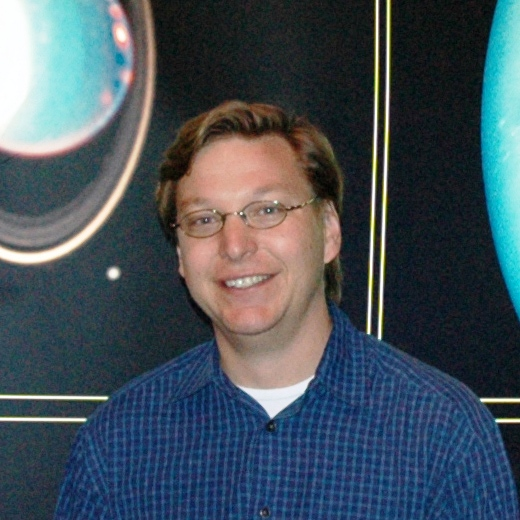
エリスの発見者マイケル・ブラウン

しかしクワオアーやセドナのような、冥王星の質量に迫るようないくつかの太陽系外縁天体の発見によって、冥王星は太陽系外縁天体の中で例外的なものであるという論調は根拠を失っていった。さらに2005年7月29日、マイケル・ブラウンらは冥王星より大きいと確認された太陽系外縁天体を発見し、エリスと名付けたと発表した。
この天体の発見が公表されるとすぐに、この天体を第10番惑星と認めるか否かについて多くの議論が行われた。アメリカ航空宇宙局もこの問題に関するプレスリリースを出した。しかし、エリスを10番目の惑星として認定することは、暗黙のうちに冥王星を恣意的に惑星の最小サイズと定めることを意味する。惑星の定義に科学的な重要性はほとんどないと主張する多くの天文学者は、冥王星の歴史的な惑星としての地位を認め、既得権条項として惑星のリストの中に留めておく方が良いと考えていた。

## 国際天文学連合による定義
エリスの発見により、国際天文学連合は惑星という用語を定義せざるを得なくなった。2005年10月、2003年のセドナ発見から活動を続けてきた国際天文学連合の19人の会員からなるグループが、投票によって次の3つに候補を絞った。
その定義は、
- 惑星とは、太陽の周囲を公転し、直径2000km以上の天体である（11票）
- 惑星とは、太陽の周囲を公転し、自身の重力で安定な形状を保つ天体である（8票）
- 惑星とは、太陽の周囲を公転し、独占的に軌道を占める天体である（6票）[46][47]

結局、完全な合意には至らなかったため、委員会はこれら3つの定義を2006年8月にプラハで開催される国際天文学連合の総会での投票に付すことにし、8月24日、国際天文学連合はこれら3つのうちの2つの要素を組み合わせた最終的なドラフト案を作成した。また、惑星と岩（太陽系小天体と名付けられた）の中間に、準惑星（dwarf planet）という新しい分類を作り、ケレス、エリスとともに冥王星をここに分類した。この案は、424人の天文学者による投票により承認された。
| 「 | 国際天文学連合は、惑星と、衛星を除く太陽系のその他の天体について、次の3つのカテゴリーに分類することを決議した。 (1)「惑星」1とは、(a)太陽の周りを公転し、(b)自身の重力が剛体力に打ち勝って静水圧平衡の形を保つのに十分な質量を持ち、(c)軌道上から他の天体を排除している、天体である。 (2)「準惑星」とは、(a)太陽の周りを公転し、(b)自身の重力が剛体力に打ち勝って静水圧平衡の形を保つのに十分な質量を持ち2、(c)軌道上から他の天体を排除してはおらず、(d)衛星ではない、天体である。 (3)衛星を除き、太陽の周りを公転するその他全ての天体3を、まとめて「太陽系小天体」と呼ぶ。 脚注： 18つの惑星とは、水星、金星、地球、火星、木星、土星、天王星、海王星を指す。 2ボーダーライン上の天体が「準惑星」とその他の両方のカテゴリーに分類されることは許容される。 3この中には、小惑星のほとんど、太陽系外縁天体のほとんど、彗星、その他の小天体が含まれる。 国際天文学連合はさらに次の決議も行っている： 冥王星は、上記の定義に従えば「準惑星」に分類され、太陽系外縁天体に与えられた新しいカテゴリーの典型例であると認識される。 | 」 |

また、国際天文学連合は「惑星」と「準惑星」は2つの異なった分類であるということも決議し、その名前に反して準惑星は惑星とは見なされないということも明言している。
2006年9月13日、国際天文学連合はエリスとその衛星ディスノミア、冥王星を小惑星カタログに掲載し、小惑星番号を割り当て、(134340) Pluto、(136199) Eris、(136199) Eris I Dysnomiaという正式な名称を与えた。2003 EL61、2005 FY9、セドナやクワオアーのような他の準惑星候補は、その位置付けについて公式な決定が出るまで、一時的に据え置かれた。
2008年6月11日、国際天文学連合の執行委員会は、準惑星のカテゴリーの中に、冥王星を典型例とする新しいサブカテゴリーを作るということを発表した。この分類は冥王星型天体（plutoid）と名付けられ、冥王星、エリスとその他の海王星以遠の準惑星が分類されたが、ケレスはここには分類されなかった。国際天文学連合は、 絶対等級がH = +1よりも明るい太陽系外縁天体のみがこの分類に含まれるとした。今日では、さらに2つの天体2003 EL61と2005 FY9が明るさの条件を満たしているが、準惑星候補のセドナ、オルクス、クワオアー等は満たしていない。2008年7月11日、惑星命名ワーキンググループはFY9を冥王星型天体の分類に含め、マケマケと命名した。2008年9月17日にはEL61もこの分類に含め、ハウメアと命名した。

## 定義の受け入れ

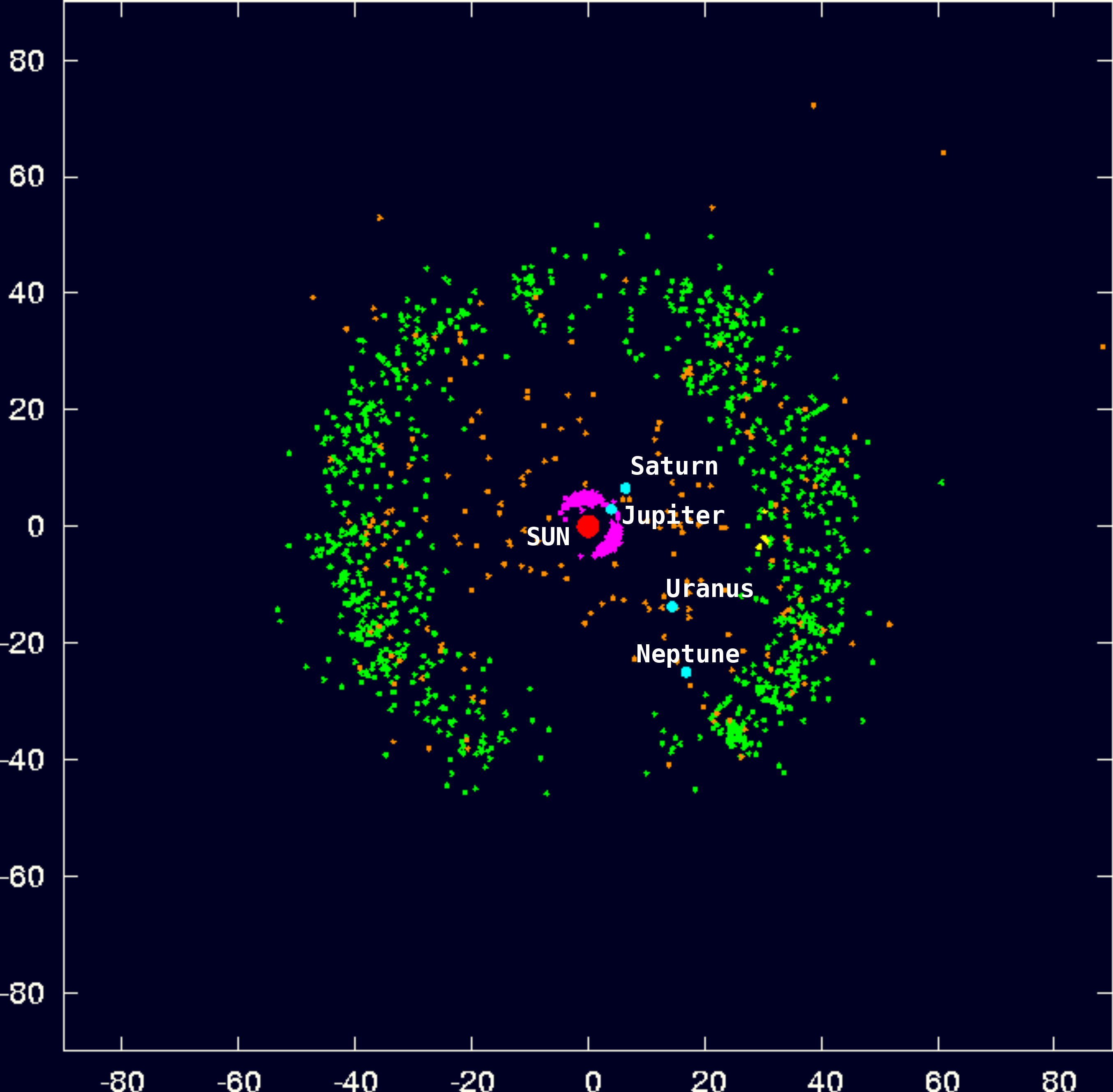
既知の全てのカイパーベルト天体と外惑星のプロット

国際天文学連合の決議した定義に対する最も熱心な支持者は、エリスの発見者のマイケル・ブラウンやアメリカ自然史博物館の教授スティーブン・ソーターであった。
2007年1月にサイエンティフィック・アメリカン誌に掲載された論文の中で、ソーターは太陽系の形成と進化に関する最新の理論への今回の定義の導入について引用した。渦巻く原始惑星系円盤の塵から形成された初期の原始惑星として、いくつかの天体が物質の獲得に成功して成長し、強い重力で軌道から他の天体を一掃するに至る。近隣の木星の大きな重力によって掻き乱された小惑星帯と、重力で重合するには物質が広く広がりすぎたエッジワース・カイパーベルトは惑星になりきれなかったものと考えられている。
十分な物質の獲得に成功した天体と失敗した天体の数値を比較すると、その対比は極めて際立つ。ソーターの惑星は軌道領域を占有するという考えを受け入れると、占有率の最も小さい火星でも軌道領域に存在する他の物質全ての合計の5100倍も重い。一方、最大の小惑星であるケレスは軌道領域の質量の3分の1、冥王星はさらに低くわずか約7%に過ぎない。マイケル・ブラウンは、この軌道領域に占める質量の割合の大きな違いは、「どの天体が惑星に属し、また属していないかという疑いの余地を絶対的になくすものである」と強く主張している。

## 継続中の論争
国際天文学連合の宣言にもかかわらず、納得していない批評家も数多くいる。この定義は多くの人にとって、恣意的で困惑を引き起こすものに見え、NASAのニュー・ホライズンズ計画の責任者であるアラン・スターンに代表されるような、冥王星は惑星であるとする多くの熱烈な支持者は、惑星の定義を変えることを要求する嘆願書を天文学者に配布した。彼らの主張は、総会では世界の天文学者の5%以下が投票したに過ぎず、この決議は天文学者コミュニティーの全体の意見を代表するものではないというものだった。しかしこのような論争は抜きにしても、なお現在の惑星の定義にはいくつかの曖昧さが存在する。

### 周囲の天体の排除

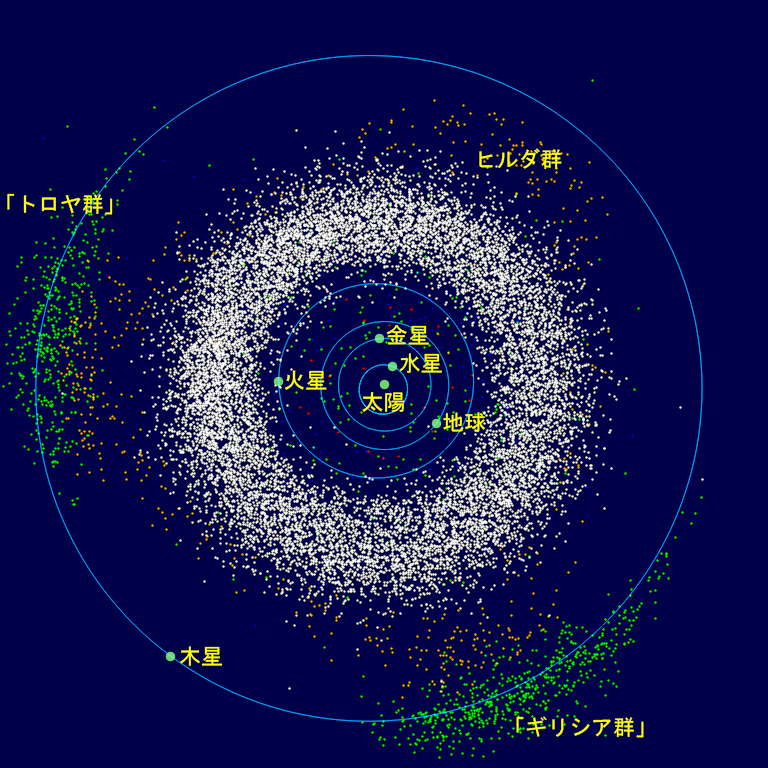
内太陽系に存在する小惑星

この問題に関する主なポイントの1つは、「軌道近くから他の天体を排除する」という用語の正確な意味である。アラン・スターンは、「準惑星と惑星の間に上手く線を引くことは不可能だ」と言ってこれに反対し、地球、火星、木星、海王星も軌道領域から塵を完全に一掃してはおらず、国際天文学連合の定義では、適切に惑星に分類される天体は1つもないと主張した。
しかしスティーヴン・ソーターなどによる定量評価によれば、（少なくとも太陽系に関する限り）惑星と準惑星の差は圧倒的であり違いは明確である。惑星の中でも小天体を比較的排除できていない火星でも、その質量の合計は火星質量に比べ微々たるものであるのに対し、準惑星の場合は自身の質量の何倍にもなる（そもそもエリスとケレス以外は最大ですらない）。

### 静水圧平衡

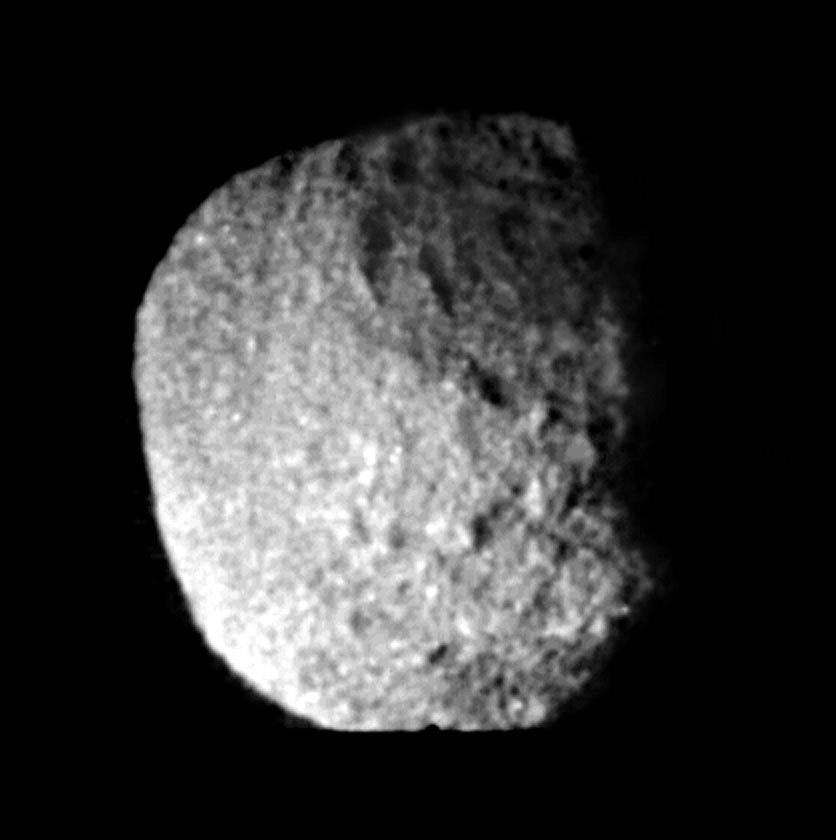
海王星の衛星プロテウスは、十分な質量を持つにもかかわらず、不規則な形をしている

定義では、惑星は自身の重力によって静水圧平衡と呼ばれる状態を形成するまで大きくなければならないと要求しているが、これは惑星の形が球体か回転楕円体でなければならないことを意味する。この程度の質量に達するまでには、天体の形は不規則になることがあるが、ある点を超えると重力が重心の向きに物質を引きつけ始め、物体は崩壊して球になる。
しかし、衛星ではあるがミマス、エンケラドゥス、ミランダは、おそらくは過去の巨大衝突の結果、比較的大きな表面の凹凸を持つ。準惑星候補の中には、もっと激しい凹凸を持つものがあるかもしれない。
なお、自転が速い土星やハウメアが遠心力により比較的平らな扁球型をしているのは、静水圧平衡になっていないのではなく、静水圧平衡の結果である。

### 二重惑星と衛星

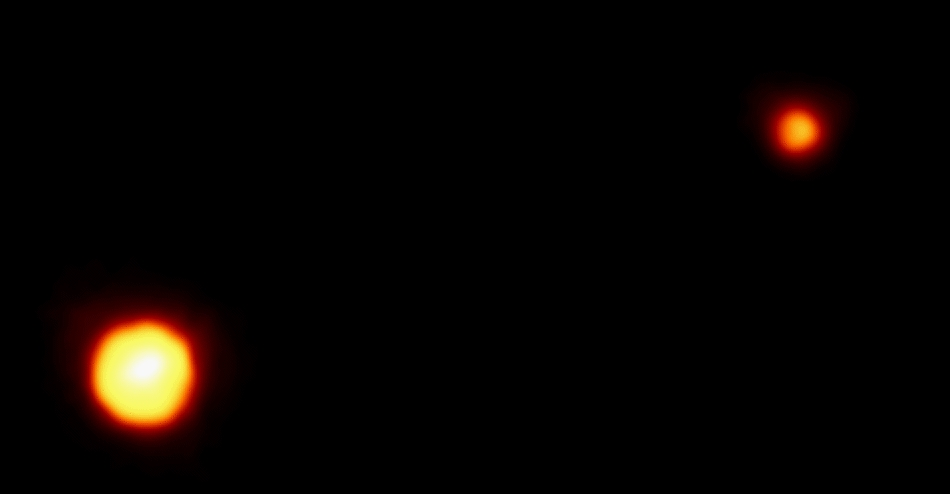
冥王星とカロンの望遠鏡画像

定義では、準惑星のカテゴリーから衛星を特別に除いているが、「衛星」は直接的には定義されていない。当初のドラフト案では、冥王星とその最大の衛星であるカロンについては、共通重心が完全に天体の外にあるため、例外が設けられており、冥王星とカロンは二重惑星であるとされた。しかし最終案では、これらの質量が近かったとしても、冥王星だけを準惑星として分類するとした。
同じ定義の下でも、地球と月の共通重心は地球の内部にあるため、月の比較的大きなサイズにもかかわらず、地球-月の系が公式に二重惑星であると認識されたことはない。しかし、月と地球の間の距離は徐々に大きくなっているため、重心の定義からは地球と月は最終的には二重惑星になると考えられている。

月と地球の共軌道のダイヤグラム（黒点が月、青丸が地球）

しかし、月はそれでも惑星と呼ぶにふさわしいと主張する者もいる。1975年、アイザック・アシモフは、月の軌道は地球の太陽の周りの軌道と歩調を合わせている（絶対空間における月の軌道は太陽に向かって凸にならない、ということ）と述べている。
太陽系の他の多くの衛星でも、直接太陽の周りを公転してはいないが、真の惑星と共通の特徴を持つものもある。例えば太陽系には、静水圧平衡に達する質量を持つ衛星が19個あり、物理的なパラメータだけを考えれば惑星と見なすことができる。木星の衛星のガニメデと土星の衛星のタイタンは水星よりも大きく、タイタンには地球のものよりも厚い大気まである。イオやトリトンには地質活動があり、ガニメデは磁場を持つ。恒星の回りを公転する恒星はやはり恒星と呼ばれるが、惑星の周りを公転する惑星と同じ特徴を持つ天体も惑星と呼ぶべきであると主張する天文学者もいる。

### 太陽系外惑星と褐色矮星
1992年までに、恒星の周囲を公転する惑星質量天体が400個以上発見されてきた。これらの惑星の多くは小さな恒星程度の質量を持つが、一方で惑星程度の小さな質量の褐色矮星も沢山発見されるようになった。

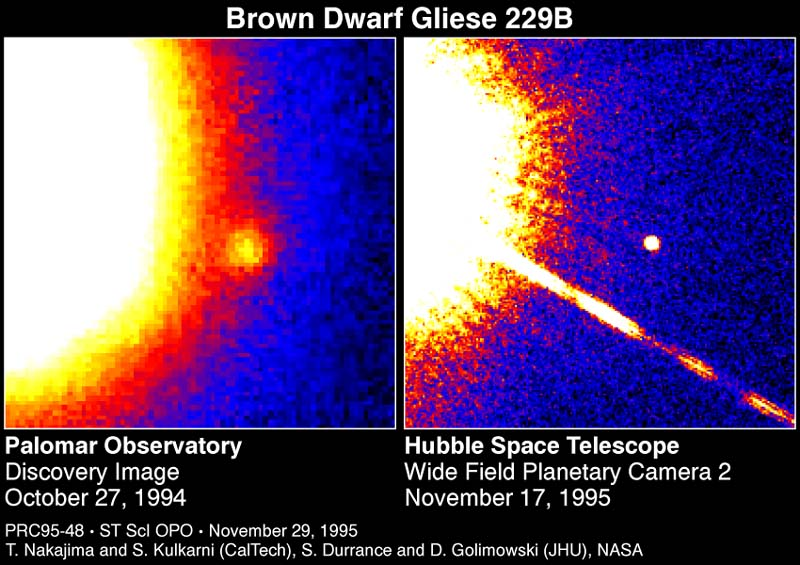
恒星の周囲を公転する褐色矮星グリーゼ229B

従来、核内で水素を燃焼させる能力を持つ天体を恒星としてきたが、褐色矮星は安定的に水素を燃焼させることができず、一生のうちごく短い時期に重水素を燃焼させるのみで、ほとんどの時期は自らエネルギーを生産していない。褐色矮星は通常、恒星と連星を形成しているのが一般的で、多くの褐色矮星は恒星の周囲を公転している。実際に、アリゾナ大学の天文学者アダム・ブロウズは、「形成の過程は違っても、理論的な観点から言えば、太陽系外の木星型惑星と褐色矮星は本質的には同じものである」と述べ、またシリウスBのような白色矮星も恒星ではなく惑星として扱うべきだと主張している。しかし現在の天文学会では、生涯のうちに核融合を起こすだけの質量を持つ天体は恒星として扱うのが支配的である。
しかし褐色矮星に関わる混乱は、これでは終わらなかった。Maria Rosa Zapatario-Osorioらは、若い星団の中で、13木星質量以下という、生涯に渡って核融合を起こさずまた他の恒星の周囲の公転もしていない多くの天体を発見している。これらは、現在の太陽系形成の理論では、惑星の軌道が不安定な時、惑星が恒星系から弾き出される可能性を予測していることから、「自由浮遊惑星」と呼ばれている。

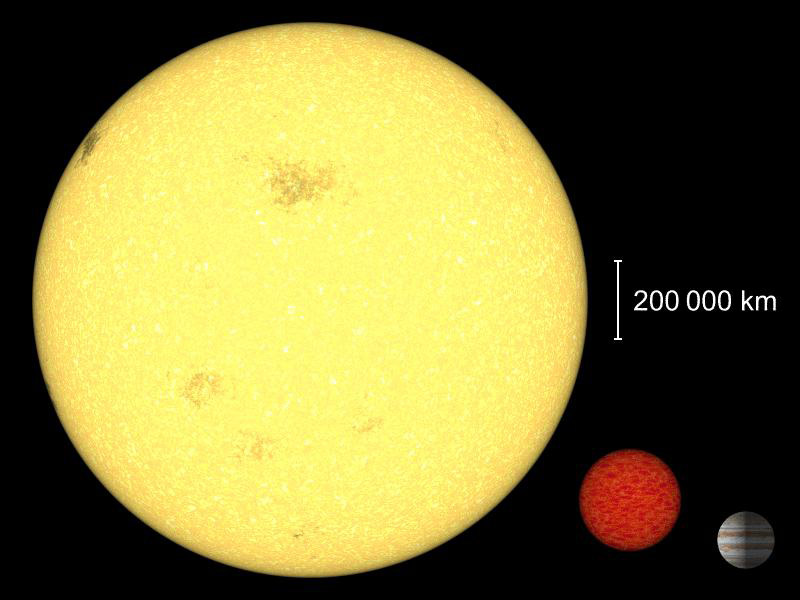
準褐色矮星候補のCha 110913-773444（中央）と太陽（左）、木星（右）との大きさの比較

しかし、これらの自由浮遊惑星は恒星と同じ過程で形成された可能性もある。低質量の恒星と大きな木星型惑星の組成に大きな違いはなく、大きさと温度以外では木星型惑星を恒星と区別する差はほとんどない。どちらの大気も大部分の水素とヘリウムに痕跡量の重元素で構成されている。一般に、恒星と惑星の最大の違いは形成過程だと言われている。恒星は、星雲のガスが重力により崩壊する「トップダウン」の過程で形成され、ほとんどが水素とヘリウムから構成されるのに対し、惑星は、若い恒星の周囲の周囲のガスや塵を降着させる「ボトムアップ」の過程で形成され、ケイ素または氷でできた核を持つとされる。現時点では、木星型惑星がこのような核を持つのか否かは不明である。もし木星型惑星が恒星と同じ過程で形成されることが実際に可能であるとすると、身近な木星や土星でさえ、惑星ではなく低質量の恒星と呼ぶべきではないかという疑問が起こってくる。
2003年、国際天文学連合は太陽系外惑星と恒星を定義付ける公式な声明を発表した。今日でも、これはこの問題に関する国際天文学連合の唯一の公式な声明である。2006年の委員会でも、この定義を変更したり、新しい定義に取り入れたりすることはしなかった。

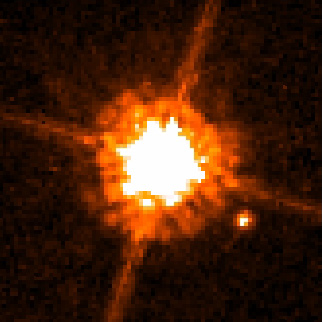
惑星と褐色矮星の境界上に位置付けられるCHXR 73 b

### 冥王星型天体の基準
現在、天体を冥王星型天体に分類するための国際天文学連合による基準は、絶対光度がH= +1よりも明るいことである。これは事実上、新しい冥王星型天体は大きさではなくその明るさで選ばれるということを意味している。マイケル・ブラウンは自身のブログで、明るさは物体についての絶対的な指標とならないと指摘している。